# アルネ・ネス

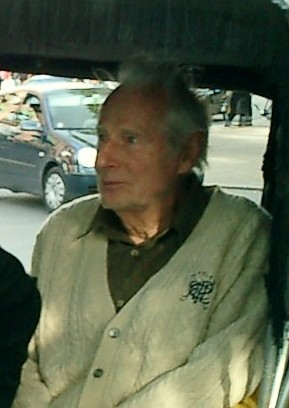
アルネ・ネス

アルネ・ネス（Arne Næss, 1912年1月27日 - 2009年1月12日）は、ノルウェーの哲学者。ディープエコロジーの提唱者であり、２０世紀後半の環境保護運動に重要な知的および精神的な影響を与えた人物。
ネス自身によると、レイチェル・カーソンの『沈黙の春』（1960）に多大な影響を受けたと言う。ネスは、自身の生態学的ビジョンとマハトマ・ガンディーの非暴力を結びつけて、しばしば直接行動に参加した。

## 経歴
ネスは1939年（27歳）にノルウェーのオスロ大学哲学科の教授となり、長年に渡り、ノルウェーの哲学及び社会研究の分野にて指導的役割を果たした。
ネスは学術分野に留まらず、行動家としても知られている。第二次世界大戦期のノルウェーはナチス・ドイツの占領下にあったが、ネスはレジスタンス運動に参加していた。
また、戦後は故国の大規模な開発に対して抗議運動を指導している。それら活動の際のネスの行動の特徴は、ガンディーの非暴力哲学に強く影響を受けており、そのように実践している。
ネスは私的活動では登山家であり、7000m級の山に足跡を残している。彼の甥のアルネ・ネス・ジュニア（Arne Næss jr.）もエベレストに登頂する程の登山家であったが、2004年1月に登山中の事故で死去。なお、ジュニアは歌手のダイアナ・ロスと1985年から1999年まで結婚しており二人の息子をもうけた。

## 文献
- アルネ・ネス『ディープ・エコロジーとは何か―エコロジー・共同体・ライフスタイル』斎藤直輔、開龍美訳（文化書房博文社、1997［原著：1989］）
- アルネ・ネス「シャロー・エコロジー運動と長期的視野を持つディープ・エコロジー運動」下記ドレングソン、井上 31-41.
- アラン・ドレングソン、井上有一共編『ディープ・エコロジー―生き方から考える環境の思想』井上有一監訳（昭和堂、2001［原著：1995］）
- フリッチョフ・カプラ、アーネスト・カレンバック『ディープ・エコロジー考―持続可能な未来に向けて―』靍田栄作訳（佼成出版社、1995）
- 尾関周二「ネス」尾関周二・亀山純生・武田一博編『環境思想キーワード』（青木書店、2005）
- 尾関周二「ディープ・エコロジー」上記尾関・亀山・武田編
- Warwick Fox, "Toward a Transpersonal Ecology: Developing New Foundations for Environmentalism", Shambhala Publications (1990)